# Juan Ignacio Ramírez
Juan Ignacio Ramírez Polero (Mercedes, Soriano, Uruguay, 1 de febrero de 1997) es un futbolista uruguayo. Juega de delantero centro y su equipo actual es Sport Club do Recife de la Primera División de Brasil.

## Trayectoria
Ramírez realizó el baby fútbol en el Club Asencio, luego pasó a Con Los Mismos Colores, equipos de su ciudad natal Mercedes.
Con 12 años, fue a probarse a Peñarol en Montevideo, también lo intentó en Nacional, Danubio y River Plate. Pero no hubo acuerdo y continuó en Mercedes, pasó a jugar en Sud América de Mercedes, equipo del que es hincha en su departamento.
Cuando disputaba unas finales con la selección sub-13 mercedaria, fue observado por un contacto de Liverpool, equipo profesional de Montevideo. Lo invitaron a practicar en la capital uruguaya y aceptó, en un comienzo se unió a la escuelita, pero no se adaptó al hogar que tiene el club para los jugadores que viven en el interior y volvió a su ciudad, acordó con Liverpool viajar los miércoles para practicar y el fin de semana para jugar los partidos.
Ignacio realizó las divisiones juveniles en Liverpool. En Séptima División, anotó 24 goles en el campeonato sub-14 del 2011. En el año 2012, anotó 27 goles fue el segundo máximo artillero del campeonato sub-15.
Al año siguiente, en 2013, consiguió su primer título, salieron campeones del Torneo Apertura sub-16 pero Danubio logró el Clausura y la tabla anual. Liverpool jugó una semifinal, empataron 2-2 en los 90 minutos, fueron a un alargue y al minuto 110 Ramírez anotó el gol que sentenció el partido 3-2, por lo que forzaron una final. El partido por el Campeonato Uruguayo sub-16, se jugó el 19 de diciembre de 2013, pero Danubio ganó 2-1. En la temporada 2013, Ramírez anotó 18 goles.
En el año 2014 viajó a Chile para disputar una competición internacional con Liverpool, el Torneo Esperanza Alba. Ignacio jugó 2 partidos pero perdieron en ambos, contra Colo-Colo e Instituto de Córdoba. Ya en Uruguay, en el campeonato sub-17, anotó 27 goles en 27 partidos y también disputó un partido en Tercera División.
Fue en la temporada 2014-15, cuando su equipo mostró el mejor nivel, con la sub-19 de Liverpool salieron campeones del Torneo Apertura y Clausura, por lo que ganaron el Campeonato Uruguayo sub-19 por primera vez en la historia del club. Cortaron la hegemonía de Defensor Sporting, ya que por 4 años fue campeón de la categoría. Además clasificaron a la Copa Libertadores Sub-20. Estuvo presente en 24 partidos y convirtió 17 goles.
Ramírez fue ascendido a Primera por el nuevo técnico de Liverpool, Gabriel Oroza para realizar la pretemporada 2016.
A mediados de enero se confirmó su presencia en la Copa Libertadores Sub-20 de 2016, con sede en Paraguay. En el sorteo, Liverpool quedó en el grupo A, junto a Cerro Porteño, Bolívar y Lanús. Le fue adjudicado el dorsal número 9.
El 28 de enero, el plantel viajó desde Carrasco hasta Paraguay.
Debutó en la competición internacional el 30 de enero, en el primer partido del grupo, contra el local, Cerro Porteño, el equipo paraguayo abrió el marcador pero su compañero Nicolás de la Cruz al minuto 15 anotó el empate parcial, finalmente Ramírez anotó su primer gol y puso el 1-2 definitivo. El 2 de febrero, jugaron contra Lanús, el campeón argentino, fue un partido reñido en el que el árbitro sacó 10 tarjetas amarillas, pero Liverpool perdió 0-3. Jugaron el último partido del grupo, el 5 de febrero contra Bolívar, para clasificar a la siguiente fase solo servía el triunfo, por lo que impusieron su juego y ganaron 0-12, Ignacio anotó un hat-trick, por lo que se llevó una pelota, su compañero De La Cruz también anotó por triplicado y se quedó con otro balón. A segunda hora, se enfrentaron Lanús y Cerro Porteño, los paraguayos ganaron 3-1. Tanto Liverpool, como Cerro Porteño y Lanús finalizaron el grupo con 6 puntos, pero por diferencia de goles, el campeón de Uruguay clasificó directamente a la semifinal. Luego, como mejor segundo de los grupos, clasificó Lanús.
El 11 de febrero, jugaron la semifinal contra el campeón colombiano, Cortuluá, fue un partido parejo en el que no se sacaron diferencias y empataron 0-0 en los 90 minutos. Fueron a penales, Ramírez anotó el suyo, el arquero uruguayo atajó un penal y su compañero Machado sentenció el 7-6 final a favor de Liverpool. A segunda hora, jugaron la otra semifinal, Säo Paulo contra Lanús, el campeón argentino comenzó ganando 2-0, pero los brasileros finalmente ganaron 3-2.
Por el título, quedaron emparejados Liverpool y el favorito, único equipo invicto con victorias en cada partido que disputó, Säo Paulo. La final se jugó el 14 de febrero, fue un partido parejo pero perdieron 0-1, se midieron ante jugadores como Lucas Perri y David Neres. Estuvo presente en los 5 partidos, todos como titular, y anotó 4 goles.
Juan Ignacio Ramírez anotó 130 goles en las divisiones formativas negriazules, récord absoluto en la historia del club.
Debutó como profesional el 21 de febrero de 2016, ingresó al minuto 55 para jugar contra Juventud en Belvedere, seis minutos en cancha le bastaron para convertir su primera anotación, pero finalmente perdieron 1-3 y el juez del partido anotó el tanto de Liverpool como autogol de Juventud. Ramírez jugó su primer partido con 19 años y 20 días, utilizó la camiseta número 24.
A principios de 2021 distintos medios de prensa uruguayos e internacionales comenzaron a manejar versiones de clubes interesados en incorporar a Juan Ignacio Ramírez. En la República Argentina, el vicepresidente y director deportivo de Boca Juniors, Juan Román Riquelme, manifestó su interés en integrar a Ramírez como refuerzo de la delantera, luego de que trascendiera esta misma posibilidad para su tradicional equipo rival, River Plate. Por su parte, en el fútbol mexicano se especuló su nombre para el Club Santos Laguna. Asimismo, desde España los clubes Celta de Vigo, Getafe y Valencia fueron también potenciales destinos para el goleador uruguayo.
Finalmente, tras las negociaciones realizadas por el Liverpool y su representante Francisco «Paco» Casal, en agosto de 2021 se confirmó el préstamo de Ramírez a la Association Sportive de Saint-Étienne, en la Ligue 1 de Francia, por el plazo inicial de un año.
Jugó un total de 166 partidos con la camiseta de Liverpool, en los que convirtió la histórica cifra de 85 goles y 17 asistencias.
A partir del 31 de agosto de 2021 Juan Ignacio Ramírez pasó oficialmente a formar parte del Saint-Étienne.
Ramírez debutó en el Saint-Étienne como visitante ante el Montpellier HSC el día 12 de septiembre, ingresó a los 15 minutos de juego en sustitución de Arnaud Nordin, vistió la camiseta número 9 y el encuentro finalizó 2-0 en favor del equipo local.
Su debut como titular tuvo lugar en la siguiente fecha de la Ligue 1, el día 18 de septiembre, Saint-Étienne fue local ante el Girondins de Burdeos pero perdieron 1-2.
El día 23 de octubre de 2021 Ramírez marcó su primer gol en el fútbol francés durante un partido con la reserva del Saint-Étienne ante el Montluçon, fue el 1-0 parcial que finalizó con triunfo por 2-0.
Debido a su pocas oportunidades en Francia, tras su préstamo regresó a Uruguay y volvió a ser cedido a comienzos de 2022, esta vez al Club Nacional de Football.
Debutó en Nacional el 24 de enero de 2022, en un amistoso internacional ante Sarmiento de Junín. Su primer gol con la camiseta tricolor fue ante San Lorenzo 5 días después, en otro amistoso de pretemporada.
Su debut oficial con Nacional fue el 6 de febrero en la fecha 1 del Torneo Apertura 2022, jugó como titular pero perdieron 2-3 ante Deportivo Maldonado. Durante todo el año tuvo una participación irregular, ya que peleó el puesto con delanteros como Emmanuel Gigliotti y Luis Suárez, jugó 33 partidos y convirtió 7 goles. Ganaron el Torneo Intermedio, Torneo Clausura y el Campeonato Uruguayo de 2022.
Nacional apostó por Ramírez y le compró su ficha a Liverpool en cuotas. Se destacó en el Campeonato Uruguayo 2023, fue el goleador del campeonato con 18 goles.
El 11 de enero de 2024 se anunció un acuerdo con Newell’s Old Boys por su fichaje, ya que fue pedido por el entrenador Mauricio Larriera. Se oficializó su vínculo con el club argentino el 19 de enero, que adquirió el 80% de su ficha, firmó hasta el 31 de diciembre de 2027.

## Selección nacional

### Juveniles
Ramírez ha sido parte de la selección de Uruguay en las categorías juveniles sub-18, sub-20, sub-22 y sub-23.
El 16 de abril de 2015 fue citado por Alejandro Garay para defender a Uruguay sub-18 en el Torneo Internacional Sub-18 Suwon JS de Corea del Sur.
Debutó con la Celeste el 29 de abril, utilizó el dorsal número 11, se enfrentó como titular a Corea del Sur y perdieron 1-0. El siguiente encuentro fue contra Francia, Ramírez fue titular nuevamente y esta vez ganaron 2-0 con goles de Federico Valverde. El último partido del cuadrangular fue contra Bélgica pero perdieron 2-0. Los belgas finalizaron con 5 puntos y ganaron el torneo.
El 17 de junio fue convocado para viajar a Estados Unidos y defender nuevamente a Uruguay sub-18, en un torneo cuadrangular amistoso en Los Ángeles. El primer partido fue contra el anfitrión, Estados Unidos, Uruguay dominó todo el encuentro y ganaron 2-1. En el segundo partido, se enfrentaron a Tijuana sub-20, un equipo armado y con ventaja de edad, a pesar de eso empataron 1-1. El juego final, contra República Checa, fue un partido parejo en el que derrotaron 1-0 a los europeos y se coronaron campeones del cuadrangular. Ignacio jugó el primer partido como suplente y utilizó el dorsal número 16.
El 1 de octubre fue llamado por Fabián Coito, para comenzar el proceso de la selección participaría en el Sudamericano sub-20 de 2017 en Ecuador.
Jugó un amistoso contra la selección sub-17 de Rusia el 12 de octubre, en el Estadio Luis Franzini. Fue titular y utilizó el dorsal número 9, comenzaron perdiendo pero finalmente ganaron 2-1.
El 2 de marzo de 2016 fue convocado para comenzar los entrenamientos con la sub-20, bajo las órdenes de Coito, junto a su compañero de club Pablo García.
Jugó el primer amistoso de práctica del año, se enfrentaron a Boston River, Uruguay perdió 1-0 en los primeros 45 minutos, pero para el segundo tiempo el entrenador cambió todo el equipo y ese tiempo finalizó 1-1.
El 17 de marzo, fue llamado para jugar dos partidos amistosos internacionales en Asunción. Fue uno de los delanteros titulares en el primer partido pero fueron derrotados 4-3 por Paraguay.
Finalizó la temporada 2015-16 con 9 partidos amistosos jugados con la Celeste, 4 con la sub-18 y 5 con la sub-20.
En agosto fue citado nuevamente para practicar con la selección. Ramírez tuvo minutos contra la Selección Gaúcha el 16 de agosto en Jardines del Hipódromo, al minuto 88 convirtió su primer gol con Uruguay y ganaron 5-2.
A fin de mes, el entrenador lo convocó para realizar una gira en Chile y jugar dos partidos amistosos contra la selección local. Juan Ignacio estuvo presente en los dos encuentros pero fueron vencidos 1-0 en ambas oportunidades.
No tuvo más oportunidades con la sub-20 y dejó de ser considerado a partir de septiembre. Posteriormente la selección de Uruguay ganó el Campeonato Sudamericano sub-20 de 2017.
En el 2019 volvió a ser citado, esta vez para ser parte de la selección que jugó los Juegos Panamericanos de 2019, lograron el cuarto puesto.
Fue confirmado para jugar el Torneo Preolímpico Sudamericano Sub-23 de 2020, quedaron en tercer lugar y no clasificaron a los Juegos Olímpicos.

### Detalles de partidos
| Con Uruguay sub-18 | Con Uruguay sub-18 | Con Uruguay sub-18 | Con Uruguay sub-18  | Con Uruguay sub-18    | Con Uruguay sub-18                   | Con Uruguay sub-18 | Con Uruguay sub-18 | Con Uruguay sub-18 | Con Uruguay sub-18 |
| N°                 | Rival              | Resultado          | Fecha               | Lugar                 | Competencia                          | Goles              | Asistencias        | Ref.               |                    |
| ------------------ | ------------------ | ------------------ | ------------------- | --------------------- | ------------------------------------ | ------------------ | ------------------ | ------------------ | ------------------ |
| 1                  | Corea del Sur      | 1:0 (0:0)          | 29 de abril de 2015 | Suwon Corea del Sur   | Amistoso Suwon JS Cup                | -                  | -                  | 1                  |                    |
| 2                  | Francia            | 1:2 (0:0)          | 1 de mayo de 2015   | Suwon Corea del Sur   | Amistoso Suwon JS Cup                | -                  | -                  | 2                  |                    |
| 3                  | Bélgica            | 2:0 (0:0)          | 3 de mayo de 2015   | Suwon Corea del Sur   | Amistoso Suwon JS Cup                | -                  | -                  | 3                  |                    |
| 4                  | Estados Unidos     | 1:2 (0:1)          | 11 de julio de 2015 | Carson Estados Unidos | Amistoso NTC Invitational Tournament | -                  | -                  | 4                  |                    |

| Con Uruguay sub-20 | Con Uruguay sub-20 | Con Uruguay sub-20 | Con Uruguay sub-20      | Con Uruguay sub-20                 | Con Uruguay sub-20 | Con Uruguay sub-20 | Con Uruguay sub-20 | Con Uruguay sub-20 | Con Uruguay sub-20 |
| N°                 | Rival              | Resultado          | Fecha                   | Lugar                              | Competencia        | Goles              | Asistencias        | Ref.               |                    |
| ------------------ | ------------------ | ------------------ | ----------------------- | ---------------------------------- | ------------------ | ------------------ | ------------------ | ------------------ | ------------------ |
| 1                  | Rusia              | 2:1 (0:0)          | 12 de octubre de 2015   | Montevideo · Uruguay               | Amistoso           | -                  | -                  | 1                  |                    |
| 2                  | Paraguay           | 4:3 (2:2)          | 22 de marzo de 2016     | Luque Paraguay                     | Amistoso           | -                  | -                  | 2                  |                    |
| 3                  | Chile              | 2:2 (1:1)          | 2 de junio de 2016      | Montevideo · Uruguay               | Amistoso           | -                  | -                  | 3                  |                    |
| 4                  | Perú               | 4:0 (0:0)          | 16 de junio de 2016     | Maldonado · Uruguay                | Amistoso           | -                  | -                  | 4                  |                    |
| 5                  | Guatemala          | 1:0 (1:0)          | 22 de junio de 2016     | Canelones · Uruguay                | Amistoso           | -                  | -                  | 5                  |                    |
| 6                  | Sel. Gaúcha        | 5:2 (3:2)          | 16 de agosto de 2016    | Montevideo · Uruguay               | Amistoso           | 88'                | -                  | 6                  |                    |
| 7                  | Chile              | 1:0 (1:0)          | 30 de agosto de 2016    | San Vicente de Tagua Tagua · Chile | Amistoso           | -                  | -                  | 7                  |                    |
| 8                  | Chile              | 1:0 (1:0)          | 1 de septiembre de 2016 | Santiago · Chile                   | Amistoso           | -                  | -                  | 8                  |                    |

## Estadísticas

### Clubes
Actualizado al último partido disputado el 6 de noviembre de 2024
| Club                              | Div.          | Temporada     | Liga  | Liga  | Liga   | Copas nacionales | Copas nacionales | Copas nacionales | Torneos internacionales | Torneos internacionales | Torneos internacionales | Total | Total | Total  | Media goleadora |
| Club                              | Div.          | Temporada     | Part. | Goles | Asist. | Part.            | Goles            | Asist.           | Part.                   | Goles                   | Asist.                  | Part. | Goles | Asist. | Media goleadora |
| --------------------------------- | ------------- | ------------- | ----- | ----- | ------ | ---------------- | ---------------- | ---------------- | ----------------------- | ----------------------- | ----------------------- | ----- | ----- | ------ | --------------- |
| Liverpool F. C. · Uruguay         | 1.ª           | 2015-16       | 9     | 0     | 1      | -                | -                | -                | -                       | -                       | -                       | 9     | 0     | 1      | 0,00            |
| Liverpool F. C. · Uruguay         | 1.ª           | 2016          | 8     | 0     | 2      | -                | -                | -                | -                       | -                       | -                       | 8     | 0     | 2      | 0,00            |
| Liverpool F. C. · Uruguay         | 1.ª           | 2017          | 30    | 12    | 1      | -                | -                | -                | 1                       | 1                       | 0                       | 31    | 13    | 1      | 0.42            |
| Liverpool F. C. · Uruguay         | 1.ª           | 2018          | 35    | 11    | 4      | -                | -                | -                | -                       | -                       | -                       | 35    | 11    | 4      | 0.31            |
| Liverpool F. C. · Uruguay         | 1.ª           | 2019          | 34    | 24    | 3      | -                | -                | -                | 4                       | 1                       | 0                       | 38    | 25    | 3      | 0.66            |
| Liverpool F. C. · Uruguay         | 1.ª           | 2020          | 31    | 24    | 3      | -                | -                | -                | 2                       | 1                       | 0                       | 33    | 25    | 3      | 0.76            |
| Liverpool F. C. · Uruguay         | 1.ª           | 2021          | 10    | 11    | 3      | -                | -                | -                | 2                       | 0                       | 0                       | 12    | 11    | 3      | 0.92            |
| Liverpool F. C. · Uruguay         | Total club    | Total club    | 157   | 82    | 17     | 0                | 0                | 0                | 9                       | 3                       | 0                       | 166   | 85    | 17     | 0.51            |
| A. S. Saint-Étienne Francia       | 1.ª           | 2021-22       | 5     | 0     | 0      | 1                | 0                | 0                | -                       | -                       | -                       | 6     | 0     | 0      | 0,00            |
| A. S. Saint-Étienne Francia       | Total club    | Total club    | 5     | 0     | 0      | 1                | 0                | 0                | 0                       | 0                       | 0                       | 6     | 0     | 0      | 0,00            |
| C. Nacional de F. · Uruguay       | 1.ª           | 2022          | 25    | 5     | 1      | 2                | 1                | 0                | 6                       | 1                       | 0                       | 33    | 7     | 1      | 0.21            |
| C. Nacional de F. · Uruguay       | 1.ª           | 2023          | 34    | 18    | 2      | 2                | 2                | 0                | 7                       | 1                       | 1                       | 43    | 21    | 3      | 0.49            |
| C. Nacional de F. · Uruguay       | Total club    | Total club    | 59    | 23    | 3      | 4                | 3                | 0                | 13                      | 2                       | 1                       | 76    | 28    | 4      | 0.37            |
| C. A. Newell's Old Boys Argentina | 1.ª           | 2024          | 19    | 2     | 0      | 16               | 8                | 1                | -                       | -                       | -                       | 35    | 10    | 1      | 0.34            |
| C. A. Newell's Old Boys Argentina | Total club    | Total club    | 0     | 0     | 0      | 16               | 8                | 1                | 0                       | 0                       | 0                       | 35    | 10    | 1      | 0.34            |
| Total carrera                     | Total carrera | Total carrera | 230   | 106   | 20     | 19               | 11               | 0                | 22                      | 5                       | 1                       | 271   | 122   | 21     | 0.46            |
| 1. 2.                             |               |               |       |       |        |                  |                  |                  |                         |                         |                         |       |       |        |                 |

### Selección
Actualizado al último partido disputado el 8 de junio de 2021.
| Selección          | Temporada         | Continental | Continental | Continental | Mundial | Mundial | Mundial | Amistosos | Amistosos | Amistosos | Total | Total | Total  |
| Selección          | Temporada         | Part.       | Goles       | Asist.      | Part.   | Goles   | Asist.  | Part.     | Goles     | Asist.    | Part. | Goles | Asist. |
| ------------------ | ----------------- | ----------- | ----------- | ----------- | ------- | ------- | ------- | --------- | --------- | --------- | ----- | ----- | ------ |
| Sub-18 · Uruguay   | 2015              | -           | -           | -           | -       | -       | -       | 5         | 0         | 0         | 5     | 0     | 0      |
| Sub-18 · Uruguay   | Total sel.        | 0           | 0           | 0           | 0       | 0       | 0       | 5         | 0         | 0         | 5     | 0     | 0      |
| Sub-20 · Uruguay   | 2016              | 0           | 0           | 0           | -       | -       | -       | 7         | 1         | 0         | 7     | 1     | 0      |
| Sub-20 · Uruguay   | Total sel.        | 0           | 0           | 0           | 0       | 0       | 0       | 7         | 1         | 0         | 7     | 1     | 0      |
| Sub-22 · Uruguay   | 2019              | 5           | 1           | 0           | -       | -       | -       | 0         | 0         | 0         | 5     | 1     | 0      |
| Sub-22 · Uruguay   | Total sel.        | 5           | 1           | 0           | 0       | 0       | 0       | 0         | 0         | 0         | 5     | 1     | 0      |
| Sub-23 · Uruguay   | 2020              | 5           | 2           | 0           | -       | -       | -       | 3         | 0         | 0         | 8     | 2     | 0      |
| Sub-23 · Uruguay   | Total sel.        | 5           | 2           | 0           | 0       | 0       | 0       | 3         | 0         | 0         | 8     | 2     | 0      |
| Absoluta · Uruguay | 2021              | 0           | 0           | 0           | -       | -       | -       | 0         | 0         | 0         | 0     | 0     | 0      |
| Absoluta · Uruguay | Total sel.        | 0           | 0           | 0           | 0       | 0       | 0       | 0         | 0         | 0         | 0     | 0     | 0      |
| Total selecciones  | Total selecciones | 10          | 3           | 0           | 0       | 0       | 0       | 15        | 1         | 0         | 25    | 4     | 0      |
| 1.                 |                   |             |             |             |         |         |         |           |           |           |       |       |        |

### Hat-tricks
| 1 | 5 de febrero de 2016 | Defensores del Chaco, Asunción  | Club Bolívar - Liverpool        |  | 0 - 12 | Copa Libertadores Sub-20 2016    |
| 2 | 21 de julio de 2019  | Belvedere, Montevideo           | Liverpool - Fénix               |  | 5 - 1  | Torneo Intermedio 2019           |
| 3 | 16 de mayo de 2021   | Campus, Maldonado               | Deportivo Maldonado - Liverpool |  | 2 - 4  | Torneo Apertura 2021             |
| 4 | 11 de junio de 2021  | Belvedere, Montevideo           | Liverpool - Sud América         |  | 5 - 0  | Torneo Apertura 2021             |
| 5 | 14 de abril de 2023  | Gran Parque Central, Montevideo | Nacional - Fénix                |  | 4 - 0  | Torneo Apertura 2023             |
| 6 | 9 de febrero de 2024 | 15 de Abril, Santa Fe           | Unión - Newell's Old Boys       |  | 1 - 3  | Copa de la Liga Profesional 2024 |

## Palmarés

### Títulos nacionales
| Título              | Club              | País    | Año  |
| ------------------- | ----------------- | ------- | ---- |
| Torneo Intermedio   | Liverpool F. C.   | Uruguay | 2019 |
| Torneo Clausura     | Liverpool F. C.   | Uruguay | 2020 |
| Torneo Intermedio   | C. Nacional de F. | Uruguay | 2022 |
| Torneo Clausura     | C. Nacional de F. | Uruguay | 2022 |
| Campeonato Uruguayo | C. Nacional de F. | Uruguay | 2022 |

### Distinciones individuales
| Distinción                                                                 | Año  |
| -------------------------------------------------------------------------- | ---- |
| Premios AUF - Joven talento del mes (mayo) con Liverpool                   | 2018 |
| Premios AUF - Equipo ideal del año (nominado) con Liverpool                | 2018 |
| Goleador del Torneo Intermedio (8 goles) con Liverpool                     | 2019 |
| Premios AUF - Mejor jugador del Torneo Intermedio con Liverpool            | 2019 |
| Premios AUF - Jugador destacado del mes (noviembre) con Liverpool          | 2019 |
| Goleador del Campeonato Uruguayo (24 goles) con Liverpool                  | 2019 |
| Premios AUF - Equipo ideal del año con Liverpool                           | 2019 |
| Fútbolx100 – Equipo ideal del año del Campeonato Uruguayo con Liverpool    | 2019 |
| Fútbolx100 – Mejor delantero del año del Campeonato Uruguayo con Liverpool | 2019 |
| Premios AUF - Jugador destacado del mes (octubre) con Liverpool            | 2020 |
| Goleador del Torneo Intermedio (5 goles) con Liverpool                     | 2020 |
| Premios AUF - Mejor jugador del mes (febrero) con Liverpool                | 2021 |
| Goleador del Torneo Clausura (13 goles) con Liverpool                      | 2021 |
| Premios AUF - Equipo ideal del mes (mayo) con Liverpool                    | 2021 |
| Premios AUF - Mejor jugador del mes (mayo) con Liverpool                   | 2021 |
| Premios AUF - Equipo ideal del año con Liverpool                           | 2021 |
| Fútbolx100 – Equipo ideal del año del Campeonato Uruguayo con Liverpool    | 2021 |
| Premios AUF - Equipo ideal del mes (abril) con Nacional                    | 2023 |
| Goleador del Torneo Apertura (11 goles) con Nacional                       | 2023 |
| Goleador del Campeonato Uruguayo (18 goles) con Nacional                   | 2023 |
| Premios AUF - Equipo ideal del año (nominado) con Nacional                 | 2023 |
| Fútbolx100 – Equipo ideal del año del Campeonato Uruguayo con Nacional     | 2023 |